# صفيحة نووية

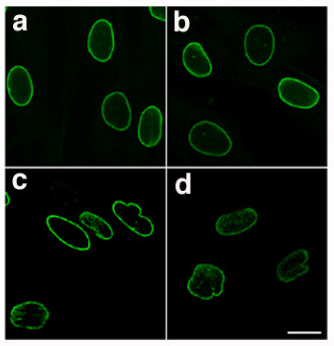

الصفيحة النووية (بالإنجليزية: Nuclear lamina)‏ هي شبكة لييفية كثيفة (يبلغ سمكها حوالي 30 إلى 100 نانومتر) تتواجد داخل نواة معظم الخلايا. تتكون من خيوطٍ متوسطة وبروتينات غشائية. تساعد هذه الصفيحة في توفير الدعم الميكانيكي، كما أنها تنظم الأحداث الخلوية الهامة مثل تضاعف الحمض النووي الريبوزي منقوص الأكسجين والانقسام الخلوي، أيضًا تشارك في تنظيم الكروماتين وربطه مع مجمعاتِ المسام النووية الموجودة في الغلاف النووي.
ترتبط الصفيحة النووية مع السطح الداخلي للغلاف النووي ثنائي طبقة الليبيدات، حيثُ يستمر السطح الخارجي مع الشبكة الإندوبلازمية. يتشابه هيكل الصفيحة النووية مع المصفوفة النووية، ولكن المصفوفة تمتد عبر البلازم النووي.

## وصلات خارجية
- Nuclear+Lamina في المكتبة الوطنية الأمريكية للطب نظام فهرسة المواضيع الطبية (MeSH).